# Terpinen
Terpinenul este un compus organic natural din clasa monoterpenelor monociclice nesaturate. Termenul face referire la mai mulți compuși izomeri și similari din punct de vedere al structurii chimice, în care diferă poziția dublelor legături. α-terpinenul a fost izolat din uleiurile de cardamom și maghiran, dar și din alte surse naturale. β-terpinenul nu este regăsit în natură, dar se poate sintetiza din sabinen. γ-terpinenul și δ-terpinenul (denumit și terpinolen) au fost izolați din diverse surse vegetale. Toți izomerii sunt lichide incolore cu miros de terebentină.

## Izomerii

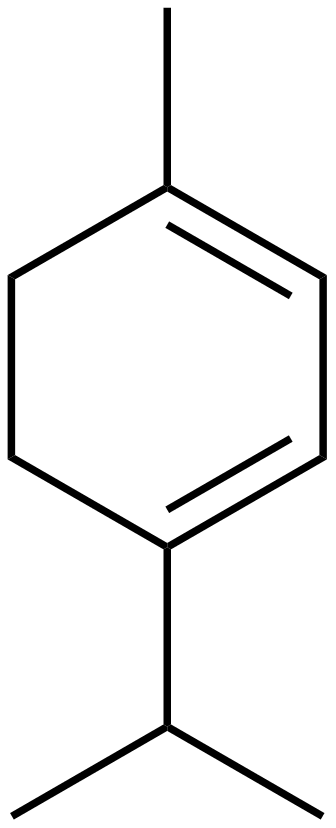
α-terpinen
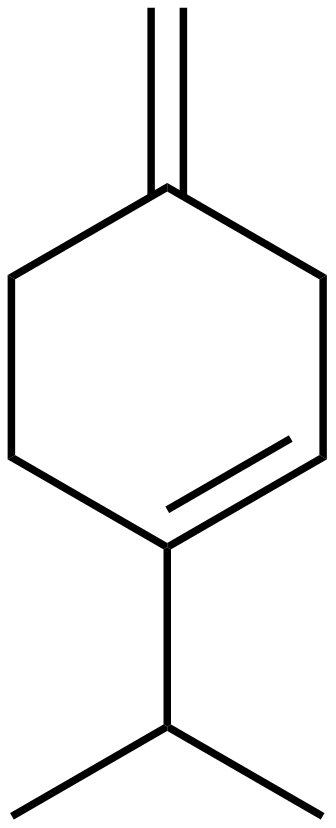
β-terpinen
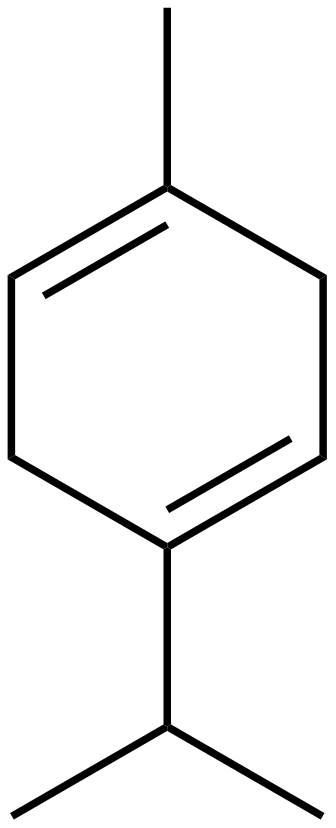
γ-terpinen
δ-terpinen (terpinolen)

## Obținere
α-terpinenul este obținut la nivel industrial în urma transpoziției catalizate de acid a α-pinenului. Prezintă o aromă și proprietăți de parfum, dar este utilizat majoritar pentru a conferi un miros plăcut fluidelor industriale. Prin hidrogenare, formează derivatul saturat p-mentan.